# 訃報 1991年9月
訃報 1991年9月（ふほう 1991ねん9がつ）では、1991年（平成3年）9月中に物故した、又は物故が報じられた人物についてまとめる。

## （1日 - 15日）

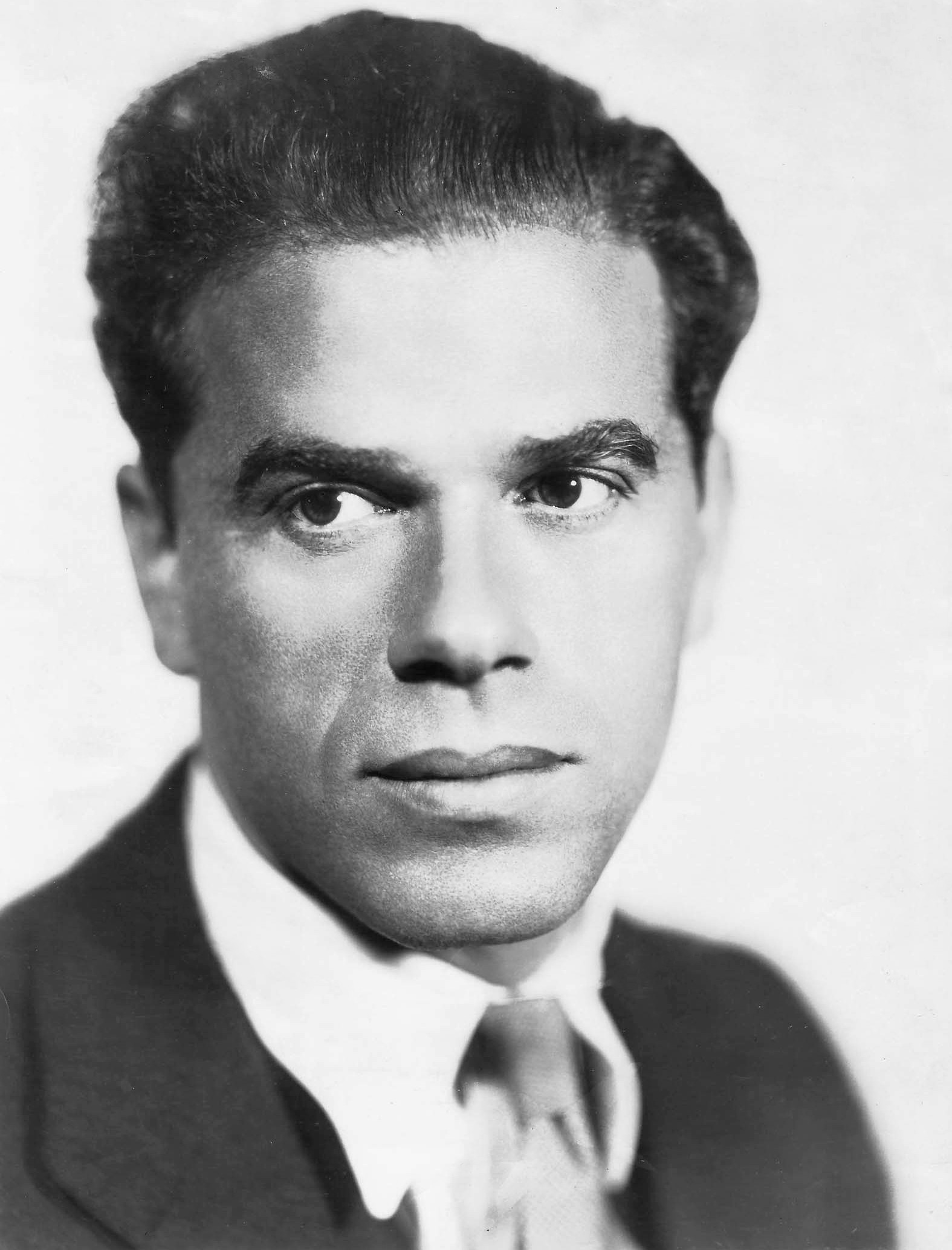
フランク・キャプラ / 9月3日没

- 9月1日 - 佐田一郎、実業家・元参議院議員（* 1902年）
- 9月1日 - 外山義明、元プロ野球選手（* 1947年）
- 9月3日 - フランク・キャプラ、映画監督（* 1897年）
- 9月10日 - 瀬川美能留、実業家（* 1906年）

## （16日 - 30日）

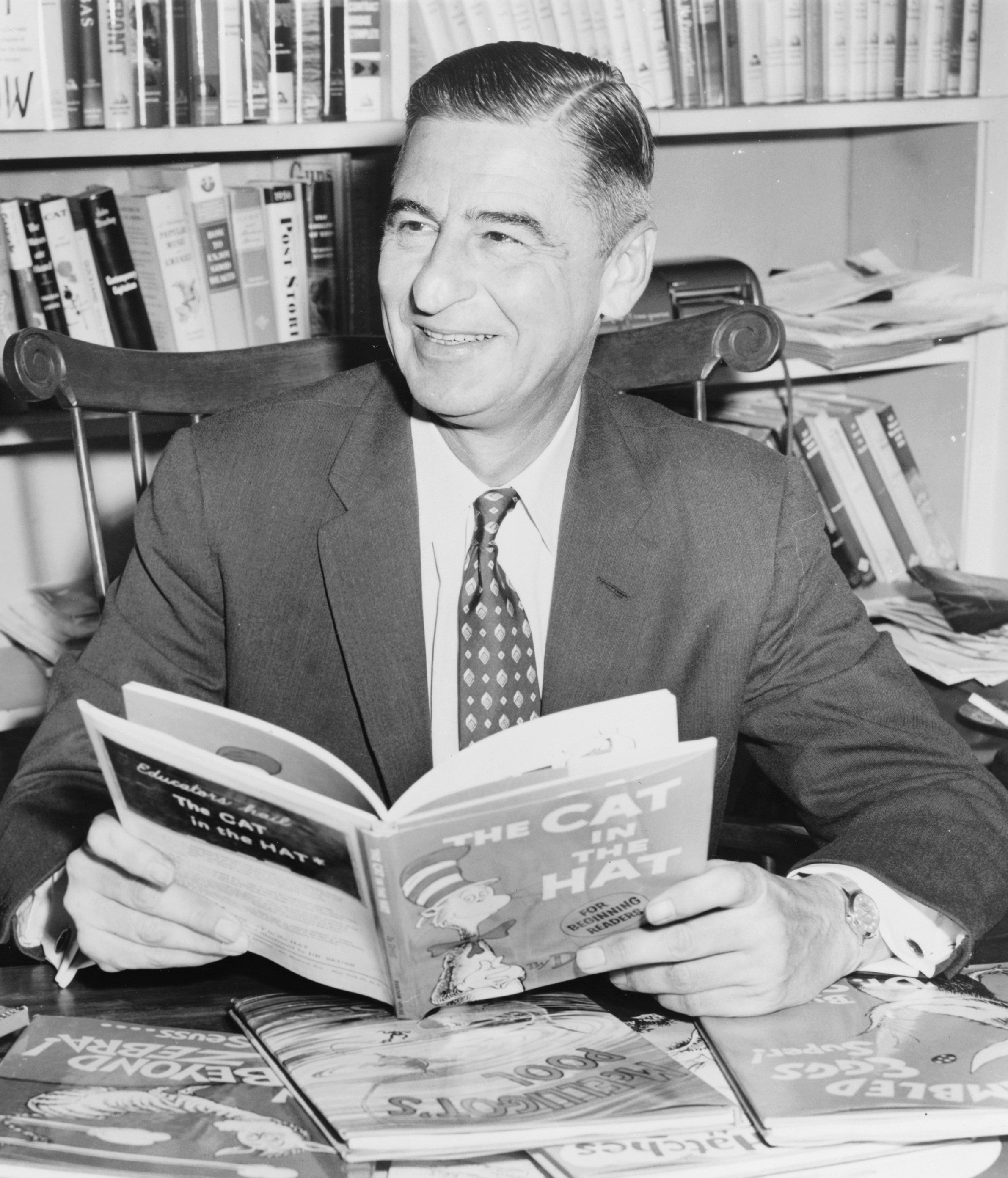
ドクター・スース / 9月24日没

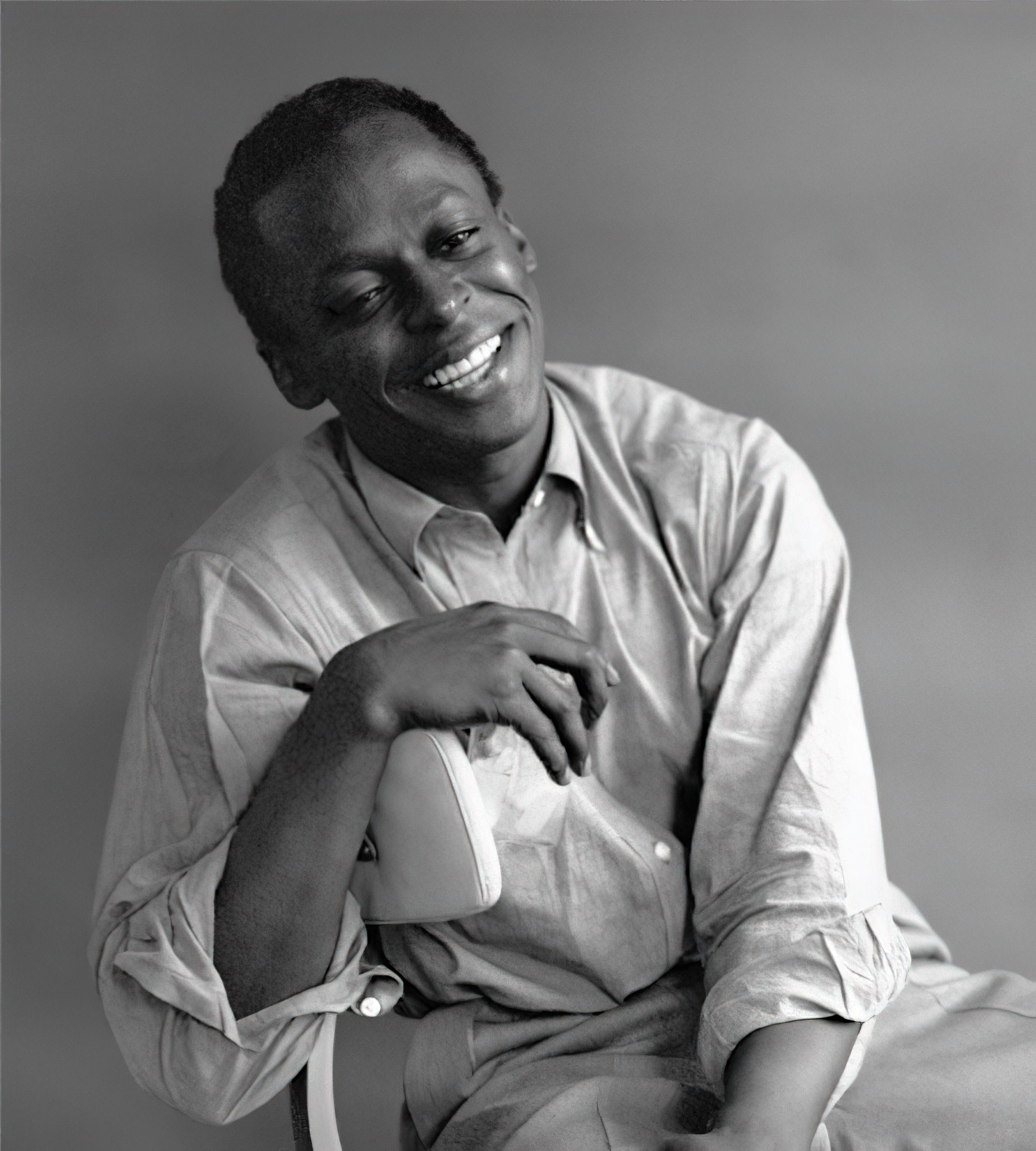
マイルス・デイヴィス / 9月28日没

- 9月17日 - ジノ・フランチェスカッティ、ヴァイオリニスト（* 1902年）
- 9月22日 - 日影丈吉、小説家（* 1908年）
- 9月24日 - ドクター・スース、絵本作家（* 1904年）
- 9月25日 - 西川貞一、ジャーナリスト・政治家（* 1902年）
- 9月27日 - 有馬昌彦、俳優（* 1925年）
- 9月28日 - 岡儀平、日本最高齢だった男性（* 1883年）
- 9月28日 - ウジェーヌ・ボザ、作曲家（* 1905年）
- 9月28日 - マイルス・デイヴィス、ジャズトランペット奏者（* 1926年）
- 9月29日 - 野上清光、元プロ野球選手・実業家（* 1914年）